# Voy a pasármelo bien (álbum)
Voy a pasármelo bien es el quinto álbum de estudio de la banda de rock Hombres G. Fue grabado en el verano de 1989 en los estudios Torres Sonido y Eurosonic de Madrid, España y en los Air Studios de Londres, Inglaterra. Fue publicado por Warner Music Spain en 1989 y producido por el chileno Carlos Narea y por Nigel Walker. Entre la lista de colaboradores en la grabación del disco se encuentran nombres como Juan Muro, José Carlos Parada, Sergio Castillo, Fernando Illán, Bosco da Silva, Santiago Reyes y José Antonio Romero. Al principio del disco se escucha una breve versión de "Sufre mamón", con David Summers en la guitarra y su sobrino Pablo Botella en el micrófono. Dani Mezquita comparte con David los créditos de "Chico, tienes que cuidarte" y "México". Juan Muro aparece en los de "Madrid, Madrid".
Los sencillos publicados fueron "Voy a pasármelo bien", "Te necesito", y "Chico, tienes que cuidarte". El álbum fue otro rotundo éxito en la carrera de la agrupación. En sólo una semana, en España había rebasado las 130 000 copias, más adelante llegaría a alcanzar casi las 400 000 unidades. En México obtuvo el disco de diamante por sobrepasar el millón de copias vendidas.

## Lista de canciones
Todas las letras escritas por David Summers.
| Voy a pasármelo bien |                              |                                 |          |  |
| N.º                  | Título                       | Música                          | Duración |  |
| 1.                   | «Voy a pasármelo bien»       | David Summers                   | 3:55     |  |
| 2.                   | «El último baile»            | David Summers                   | 3:05     |  |
| 3.                   | «Te necesito»                | David Summers                   | 4:05     |  |
| 4.                   | «Chico, tienes que cuidarte» | David Summers · Daniel Mezquita | 4:05     |  |
| 5.                   | «Aprender a caer»            | David Summers                   | 2:55     |  |
| 6.                   | «Madrid, Madrid»             | David Summers · Juan Muro       | 3:43     |  |
| 7.                   | «Esta tarde»                 | David Summers                   | 2:49     |  |
| 8.                   | «México»                     | David Summers · Daniel Mezquita | 4:22     |  |
| 9.                   | «Tú me gustas»               | David Summers                   | 2:53     |  |
| 10.                  | «Dulce Belén»                | David Summers                   | 4:38     |  |
| 36:31                |                              |                                 |          |  |

## Créditos
- David Summers – voz, bajo
- Rafa Gutiérrez – guitarra
- Daniel Mezquita – guitarra
- Javier Molina – batería